# Lokaal Dijk en Waard
Lokaal Dijk en Waard (afgekort: LDW) is een Nederlandse lokale politieke partij in de gemeente Dijk en Waard (provincie Noord-Holland). De partij deed in 2021 voor het eerst mee met de verkiezingen in de nieuwe gemeente Dijk en Waard. Ze werd in grote de tweede partij in de gemeenteraad.

## Historie
De partij werd opgericht in 2021 door Floris de Boer, Ger Nijman en Annelies Kloosterboer. Ze waren tot dan toe  voorzitter van drie verschillende fracties in de gemeenteraad van Langedijk. Om sterker te staan in de nieuw te vormen gemeente Dijk en Waard, besloten zij gezamenlijk mee te doen aan de raadsverkiezingen van 2021. Als samenwerkende fracties vormde de combinatie de grootste partij in de gemeente Langedijk.
Bij de gemeentelijke herindelingsverkiezingen op 24 november 2021 deden de drie onder de naam 'Lokaal Dijk en Waard' met 34 kandidaten mee. Lijsttrekker werd Floris de Boer, gevolgd door medeoprichtster Annelies Kloosterboer. Wethouders Nils Langedijk en Ad Jongenelen stonden op respectievelijk 3 en 7. Er werden zes zetels behaald. Jorrit Bakkum en Karin van der Vliet-de Boer werden gekozen met voorkeursstemmen. Lea van der Zee werd lid van de raad toen Nils Langedijk doorschoof naar het college van burgemeester en wethouders.
Lokaal Dijk en Waard sloot met de Dijk en Waardse Onafhankelijke Partij (DOP), de Senioren Dijk en Waard (SDW) en de VVD het coalitieakkoord 'Meedoen in Dijk en Waard. Nils Langedijk en Gerard Rep werden geïnstalleerd als wethouder in het college van burgemeester en wethouders. De samenwerking in de coalitie hield op toen in december 2022 DOP, LDW en SDW in een gezamenlijk statement de samenwerking met de VVD verbraken. Een maand later was een nieuwe coalitie, de VVD was daarin vervangen door GroenLinks, PvdA en de ChristenUnie.
Op 10 september 2024 werd bekend dat het D66-raadslid Milo Poland de overstap maakte naar de fractie van Lokaal Dijk en Waard. Naar eigen zeggen omdat de visie van D66 steeds verder van hem af was komen te staan.
Op 23 oktober 2024 kondigde de fractie aan dat Lea van der Zee wegens tijdgebrek terugtrad als fractievoorzitter. Floris de Boer nam de functie over.

## Standpunten
Lokaal Dijk en Waard zegt op te komen voor het dorpse karakter in Dijk en Waard, doelend op Langedijk waar de meeste kandidaten op de lijst vandaan kwamen. Ze zegt te staan voor de eigen identiteit van de verschillende kernen binnen de gemeente. Daarnaast geeft ze aan dat de omgeving praktisch en door duurzaamheid omgeven ingericht moet worden.
De partij presenteert zich in de traditie van lokale partijen door weinig ideologische standpunten in te nemen, maar vooral pragmatisch naar zaken te kijken. Het partijprogramma is moeilijk te vatten in een ideologisch-politiek perspectief. Het vertoont rechts-conservatieve kenmerken, maar is op bepaalde punten zeer progressief.